# Leopold VI van Oostenrijk
Leopold VI de Glorierijke (?, 1176 – San Germano, 28 juli 1230), uit het huis Babenberg, was hertog van Oostenrijk van 1198 tot 1230 en Stiermarken van 1194 tot 1230.
Leopold was de jongste zoon van hertog Leopold V en Helena van Hongarije. In strijd met de wetsbepalingen van het Verdrag van Georgenberg werd het Babenbergrijk verdeeld na de dood van Leopold V; Leopolds oudste broer Frederik I kreeg Oostenrijk (ongeveer het huidige Neder- en Opper-Oostenrijk), terwijl Leopold zelf hertog van Stiermarken werd. Beide hertogdommen werden herenigd toen Frederik stierf na een bewind van slechts vier jaar.
Leopold VI bestreed tijdens zijn regeringsperiode de katharen tijdens de Albigenzische kruistochten en trok nadien naar Egypte voor de Vijfde Kruistocht. Hij gaf stadsrechten aan Enns en aan Wenen. Het lukte Leopold VI niet om in Wenen een bisdom op te richten. De tegenkanting van de prins-bisschoppen van vooral Passau en (minder) Salzburg was vrij fors; deze kerkvorsten heersten over het hertogdom Oostenrijk.
In 1230 reisde hij naar San Germano (vandaag: Montecassino) waar hij een vredesbespreking organiseerde tussen paus Gregorius IX en keizer Frederik II. Hij was niet alleen in deze vredesdelegatie. Leopold kreeg de steun van Berthold, patriarch van Aquileia, van Eberhard, aartsbisschop van Salzburg, en van hertog Otto I van Meranië.

## Huwelijk en nakomelingen
Uit zijn huwelijk met de Byzantijnse prinses Theodora Angelina kwamen de volgende kinderen voort:
- Gertrudis (1202-1241), die in 1238 huwde met landgraaf Hendrik Raspe van Thüringen (1201-1247).
- Margaretha (1204-1267) die huwde met Rooms koning Hendrik (VII) (1211-1242)
- Agnes (1206-1226), die huwde met hertog Albrecht I van Saksen(-1261)
- Leopold (1207-1216)
- Hendrik, de Goddeloze (1208-1228), die zijn verloving met Agnes van Bohemen afbrak
- Frederik II van Oostenrijk (1211-1246), de opvolger van Leopold VI
- Constance (1212-1243), die in 1234 huwde met markgraaf Hendrik III van Meißen (1215-1288)

## Zangersfeest op de Wartburg
Leopold VI komt voor in het verhaal Zangerswedstrijd op de Wartburg, waarin in 1206 Wolfram von Eschenbach en Heinrich von Ofterdingen met elkaar een (zang)duel aangaan over welke vorst de beste beschermer is van kunsten en wetenschappen. Volgens Eschenbach is dat Herman I van Thüringen, volgens Ofterdingen echter Leopold van Oostenrijk. De gastheer Herman van Thüringen beslist dat Klingsor, de tovenaar van Hongarije, over een jaar zal beslissen, waarop Ofterdingen naar Leopold reist en een aanbevelingsbrief voor Klingsor van hem ontvangt. Voor Ofterdingen 'had de zwarte kunst een zeldzame bekoring'. Hij blijft het hele jaar bij Klingsor en ze reizen dan samen door het luchtruim naar de Wartburg. Daar worden raadsels opgegeven en voorspelt Klingsor dat zijn Hongaarse koning een dochter met de naam Elisabeth zal krijgen, die met Hermans zoon zal trouwen. De wedstrijd wordt voortgezet tussen Walther von der Vogelweide en Ofterdingen, waarna Klingsor beslist dat Ofterdingen won, maar Walther ongestraft blijft. Dan verliest Klingsor in een woordenduel van Eschenbach, stuurt 's nachts nog de duivel Nasion op hem af, maar moet dan verslagen Thüringen verlaten.